# Піско-Удайський заказник
Пі́ско-Уда́йський зака́зник — гідрологічний заказник місцевого значення в Україні. Розташований у межах Чорнухинського району Полтавської області, біля села Піски-Удайські.
Площа 289,6 га. Статус надано згідно з рішенням облвиконкому № 74 від 17.04.1992 року. Перебуває у віданні Мокіївської сільської ради.
Статус надано для збереження водно-болотно-лучного природного комплексу на правобережжі річки Удай.